# Ізабелла Фернанда де Бурбон
Ізабелла Фернанда де Бурбон (ісп. Isabel Fernanda de Borbón; 18 травня 1821 — 9 травня 1897) — іспанська інфанта з династії Бурбонів, старша донька інфанта Франсіско де Паули де Бурбона та сицилійської принцеси Луїзи Карлотти, дружина польського графа Ігнатія Гуровського.

## Біографія
Народилась 18 травня 1821 року в Мадриді. Була другою дитиною та старшою донькою в родині інфанта Франсіско де Паули де Бурбона та його першої дружини Луїзи Карлотти Бурбон-Сицилійської. Мала старшого брата Франсіско де Асіcа, який за кілька місяців пішов з життя. Згодом сімейство поповнилося дев'ятьма молодшими дітьми.
Навесні 1838 року родина переїхала до Франції. Ізабелла навчалася у школі-інтернаті для дівчаток Couvent des Oiseaux в Парижі, звідки втекла зі своїм інструктором верхової їзди, польським графом Ігнатієм Гуровським. Молоді люди попрямували до Брюсселя.

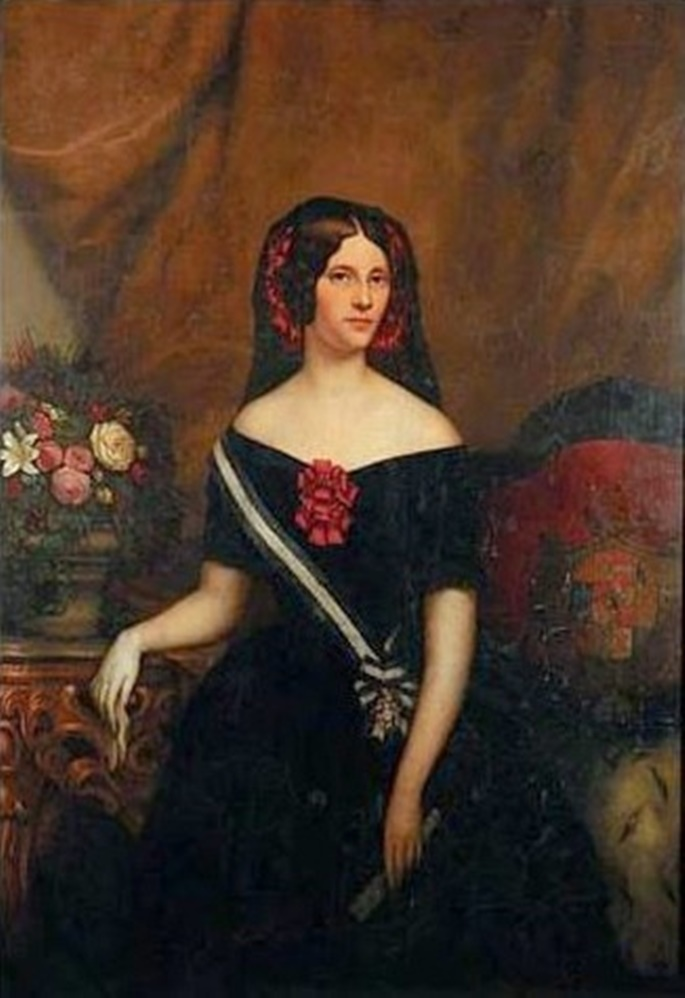
Портрет Ізабелли 1852 року

26 січня або 26 червня 1841 року пара побралася у Дуврі. Нареченій було 20 років, нареченому — 29. Ігнатій походив зі шляхетського роду герба Вчолі. Оселилися молодята також в Брюсселі. Наступного року народилася їхня перша донька. Всього у подружжя було восьмеро дітей.
Родина принцеси виступила проти цього шлюбу, але згодом змирилася і призначила їм утримання. Гуровському був дарований титул гранда Іспанії. Перший час подружжя вело усамітнене життя. Однак, у 1846 році брат Ізабелли, Франсіско де Асіc Бурбон, одружився з королевою Іспанії, і бельгійська аристократія більше не мала змоги ігнорувати зовицю монархині. Зрештою, Брюссель дозволив інфанті відвідувати двір та брати участь у суспільному житті. Після смерті королеви Бельгії Луїзи Марії Ізабелла виконувала обов'язки першої леді двору до свого повернення в Іспанію у 1854 році. Згодом сімейство оселилося в Парижі, де Ігнатій був дипломатом при дворі Наполеона III.
Гуровський пішов з життя у квітні 1887 року. Ізабелли не стало 9 травня 1897 року. Обоє були поховані на цвинтарі Пер-Лашез.

## Нагороди
- Орден королеви Марії Луїзи № 199 (Іспанія) (18 травня 1821).

## Родина
Чоловік — Ігнатій Гуровський
Діти:
- Марія Луїза (1842—1877) — дружина Вісенте Бертрана де Ліса і Дерре, мала п'ятеро дітей;
- Карлос (нар. та пом. 1846) помер немовлям;
- Марія Ізабелла (1847—1935) був двічі одружена, мала двох синів від першого шлюбу;
- Фернандо (1848—1875) одруженим не був, дітей не мав;
- Карлос (1854—1856) прожив 2 роки;
- Августо (нар. та пом. 1855) помер немовлям;
- Луїс (нар. та пом. 1856) помер немовлям;
- Марія Крістіна (1860—1901) — дружина віконта Транкозо Бартоломеу да Коста Маседо Жиральдес Барба де Менезеса, мала четверо дітей.